# Railuli
Railuli ist eine osttimoresische Aldeia im Suco Leorema (Verwaltungsamt Bazartete, Gemeinde Liquiçá). 2015 lebten in der Aldeia 723 Menschen.

## Geographie
Railuli liegt im Osten des Sucos Leorema. Nordwestlich befindet sich die Aldeia Urema, westlich die Aldeia Fatunero und südlich die Aldeia Manu-Lete. Im Nordosten grenzt Railuli an den Suco Fahilebo und im Osten an das zur Gemeinde Ermera gehörende Verwaltungsamt Railaco mit seinem Suco Liho. Entlang der Ostgrenze fließt der Anggou, in dem an der Nordostecke Railulis der Ermela mündet, bevor der Anggou weiter nach Osten fließt. Die Flüsse gehören zum System des Rio Comoro.
Nach Westen hin steigt das Land an. Hier befindet sich das Dorf Railuli mit seinem Friedhof. Eine Straße führt durch den Westen der Aldeia.

## Politik
2023 wurde Casimiro dos Santos da Silva zum Chefe de Aldeia gewählt.